# Adrian Michalczyszyn
Adrian Michalczyszyn, ukr. Адріян Богданович Михальчишин, sł. Adrijan Mihaljčišin (ur. 18 listopada 1954 we Lwowie) – ukraiński szachista i trener szachowy (FIDE Senior Trainer od 2004), reprezentant Słowenii od 1999, arcymistrz od 1978 roku.

## Kariera szachowa
Pierwsze znaczące sukcesy zaczął odnosić pod koniec lat 70. XX wieku. Dwukrotnie (1977, 1980) zdobył tytuły mistrza Związku Radzieckiego juniorów, czterokrotnie (1978, 1981, 1984, 1985) uczestniczył w finałach mistrzostw ZSRR, najlepszy wynik osiągając w roku 1984 we Lwowie, gdzie zajął IV miejsce. Wielokrotnie uczestniczył w turniejach międzynarodowych, sukcesy odnosząc m.in. w Rzymie (1977, dz. I m.), Vrnjačkiej Banji (1978, dz. I m.), Peczu (1978, I m.), Lipsku (1979, dz. I m.), Kopenhadze (1980, turniej Politiken Cup, dz. I m.), Wiedniu (1982, dz. I m.), Hastings (1985/86, dz. II m.), Karwinie (1987, dz. II m.) i Ptuju (2000, I m.). W roku 2002 zdobył w Dobrnej tytuł mistrza Słowenii.
Wielokrotnie reprezentował Ukrainę i Słowenię w rozgrywkach drużynowych, m.in.: czterokrotnie na olimpiadach szachowych (w latach 1992, 2000, 2002, 2004) oraz czterokrotnie na drużynowych mistrzostwach Europy (w latach 1999, 2001, 2003, 2005).
W latach 1985–1987 klasyfikowany był w pierwszej setce światowej listy Międzynarodowej Federacji Szachowej. Najwyższy ranking w karierze osiągnął 1 lipca 1999 r., z wynikiem 2552 punktów zajmował wówczas 2. miejsce (za Aleksandrem Bielawskim) wśród słoweńskich szachistów.
Jest uznanym szachowym trenerem, w latach 1980–1986 współpracował z mistrzem świata Anatolijem Karpowem. Wśród jego podopiecznych znajdowali się także m.in. Zsuzsa Polgár, Maja Cziburdanidze, Wasilij Iwanczuk i Arkadij Naiditsch, był również trenerem narodowych drużyn Holandii, Polski i Słowenii. Od roku 2005 pełni funkcję wiceprezesa Kolegium Trenerów Międzynarodowej Federacji Szachowej.
Wspólnie z Aleksandrem Bielawskim napisał kilka książek o tematyce szachowej, m.in. Winning endgame technique (1995), Fianchetto Grünfeld (1998), The two knights defence (1999), Winning endgame strategy (2000), Modern endgame practice (2002) i Secrets of chess intuition (2002). Współpracuje również z firmą ChessBase, dla której nagrał dwa szkoleniowe filmy video The secret weapons of the champions (2007) i Decision making in chess (2007).

## Rodzina
Jego dziadek, ojciec matki, był księdzem greckokatolickim we wsi Łabowa.